# Ј (слово ћирилице)
Слово Ј је једанаесто слово српске ћирилице. 

## Историја
Увео га је Вук Караџић када је писао „Српски рјечник“.
Ниједна друга промена азбуке није била нападанија од стране Вукових противника. Слово за глас ј заиста је било преко потребно нашој ћирилици, али је Вуку на располагању стајало неколико слова која су већ дотад у различитим редакцијама црквенословенског језика имала улогу слова ј. Била су то слова і, ї, й заједно са двогласима и меким знаком ь. Да је изабрао неко од тих слова, Вук би избегао примедбе о „пошокчавању“ српске азбуке. Он у почетку јест употребљавао ћирилично ї да представља глас ј, што су пре њега већ употребљавали језички реформатори Доситеј Обрадовић и Сава Мркаљ, али је затим од тога одустао.
Вук је у Предговору Српског рјечника (1818) преузимање у нову азбуку слова „ј“ из латинице правдао већ постојећом сличношћу латиничних и ћириличних слова, и тиме што су латинична слова грчког порекла као и словенска. Један од разлога био је и тај што је такав калуп већ постојао у штампаријама. Но, Вукови аргументи нису били довољни, већ се на Вука гледало попреко као на оружје у рукама католичко-језуитске пропаганде. Наишао је на јак отпор свештенства, па и самог кнеза Милоша. У многе српске куће дуго није смела да уђе књига с „јотом“. Француски дипломата Боа ле Конт пише како су му 1834. године српске старешине говориле: „Српски би се народ цео дао набити на колац, пре него што би пристао да пише латиницом“.

## Особине
Слово Ј је, према фонетици:
- консонант (сугласник) - један од 25
- сонант (врло звучан сугласник) - један од 8 (В, Л, Р, Љ, Ј, М, Н, Њ)
- предњонепчани сугласник - један од 9 (Ј, Љ, Њ, Ђ, Ћ, Џ, Ч, Ж, Ш)
- меки предњонепчани сугласник - један од 5 (Ј, Љ, Њ, Ђ, Ћ)

Помоћу слова Ј настају неки сливени сугласници:
- Ђ - настаје од Д+Ј
- Ћ - настаје од Т+Ј
- Љ - настаје од Л+Ј
- Њ - настаје од Н+Ј